# Cuadrángulo completo

Un cuadrángulo completo (izquierda) y un cuadrilátero completo (derecha)

En matemáticas, específicamente en geometría proyectiva, un cuadrángulo completo es un sistema de objetos geométricos que consta de cuatro puntos en un plano, tres de los cuales no están en una línea recta común, y de las seis líneas rectas que conectan los seis pares de puntos. Dualmente, un "cuadrilátero completo" es un sistema de cuatro líneas rectas, tres de las cuales pasan por el mismo punto y seis puntos de intersección de estas líneas. El cuadrángulo completo fue llamado un "tetrastigma" por Lachlan (1893), y el cuadrilátero completo fue llamado un "tetragrama"; esos términos son ocasionalmente usados.

## Definición
se denomina cuadrángulo completo una figura integrada por cuatro puntos, los vértices del cuadrángulo, tres de los no están alineados y de seis rectas, que unen estos puntos por pares, o sea, los lados del cuadrángulo.

## Diagonales
Las seis líneas de un cuadrángulo completo se juntan en pares para formar tres puntos adicionales llamados los "puntos diagonales" del cuadrángulo. De manera similar, entre los seis puntos de un cuadrilátero completo hay tres pares de puntos que no están ya conectados por líneas; los segmentos que conectan estos pares se llaman diagonales. Debido al descubrimiento del plano de Fano, una geometría finita en la que los puntos diagonales de un cuadrángulo completo son colineales, algunos autores han aumentado los axiomas de la geometría proyectiva con el "axioma de Fano" de que los puntos diagonales son "no" colineales, mientras que otros han sido menos restrictivos.

## Propiedades proyectivas

KLMN es un cuadrángulo completo; D es el conjugado armónico proyectivo de C

Como sistemas de puntos y líneas en los que todos los puntos pertenecen al mismo número de líneas y todas las líneas contienen el mismo número de puntos, el cuadrángulo completo y el cuadrilátero completo forman ambos configuraciones proyectivas; en la notación de configuraciones proyectivas, el cuadrángulo completo se escribe como (4362) y el cuadrilátero completo se escribe como (6243), donde los números en esta notación se refieren a los números de puntos, líneas por punto, líneas y puntos por línea de la configuración.
El dual proyectivo de un cuadrángulo completo es un cuadrilátero completo, y viceversa. Para dos cuadrángulos completos o dos cuadriláteros completos, existe una homografía única que toma una de las dos configuraciones en el otro.
Karl von Staudt reformó las bases matemáticas en 1847 con el cuadrángulo completo cuando declaró que una "propiedad armónica" podría basarse en concomitantes del cuadrángulo: cuando cada par de lados opuestos del cuadrángulo se cruzan en una línea, entonces las diagonales se cruzan con la línea en posiciones conjugadas armónicas. Los cuatro puntos en la línea que se deducen de los lados y las diagonales del cuadrángulo se llaman rango armónico. A través de la perspectiva y la proyectividad, la propiedad armónica es estable. Los desarrollos de la geometría y el álgebra modernos evidencian la influencia de von Staudt en Mario Pieri y Felix Klein.

## Proposición
Cada par de diagonales de un cuadrángulo completo divide armónicamente un par de sus lados que pasan por el punto de intersección de dichas diagonales.

## Propiedades euclidianas
En el espacio bidimensional, las cuatro líneas de un cuadrilátero completo no deben incluir ningún par de líneas paralelas, de modo que cada par de líneas tenga un punto de cruce. Wells (1991) describe varias propiedades adicionales de cuadriláteros completos que implican propiedades métricas del espacio bidimensional, en lugar de ser puramente proyectivas. Los puntos medios de las diagonales son colineales, y (como demostró Isaac Newton) también colineales con el centro de una sección cónica que sea tangente a las cuatro líneas del cuadrilátero. Cualquiera de las tres líneas del cuadrilátero forma los lados de un triángulo; los ortocentros de los cuatro triángulos formados de esta manera se encuentran en una segunda línea, perpendicular a la de los puntos medios. Los circuncentros de estos mismos triángulos se encuentran en un punto. Además, los tres círculos que tienen las diagonales como diámetros pertenecen a una circunferencia de Apolonio común cuyo eje es la línea que atraviesa los ortocentros.
Las circunferencias polares de los triángulos de un cuadrilátero completo forman un sistema coaxial.: p. 179 